# Кемпинг

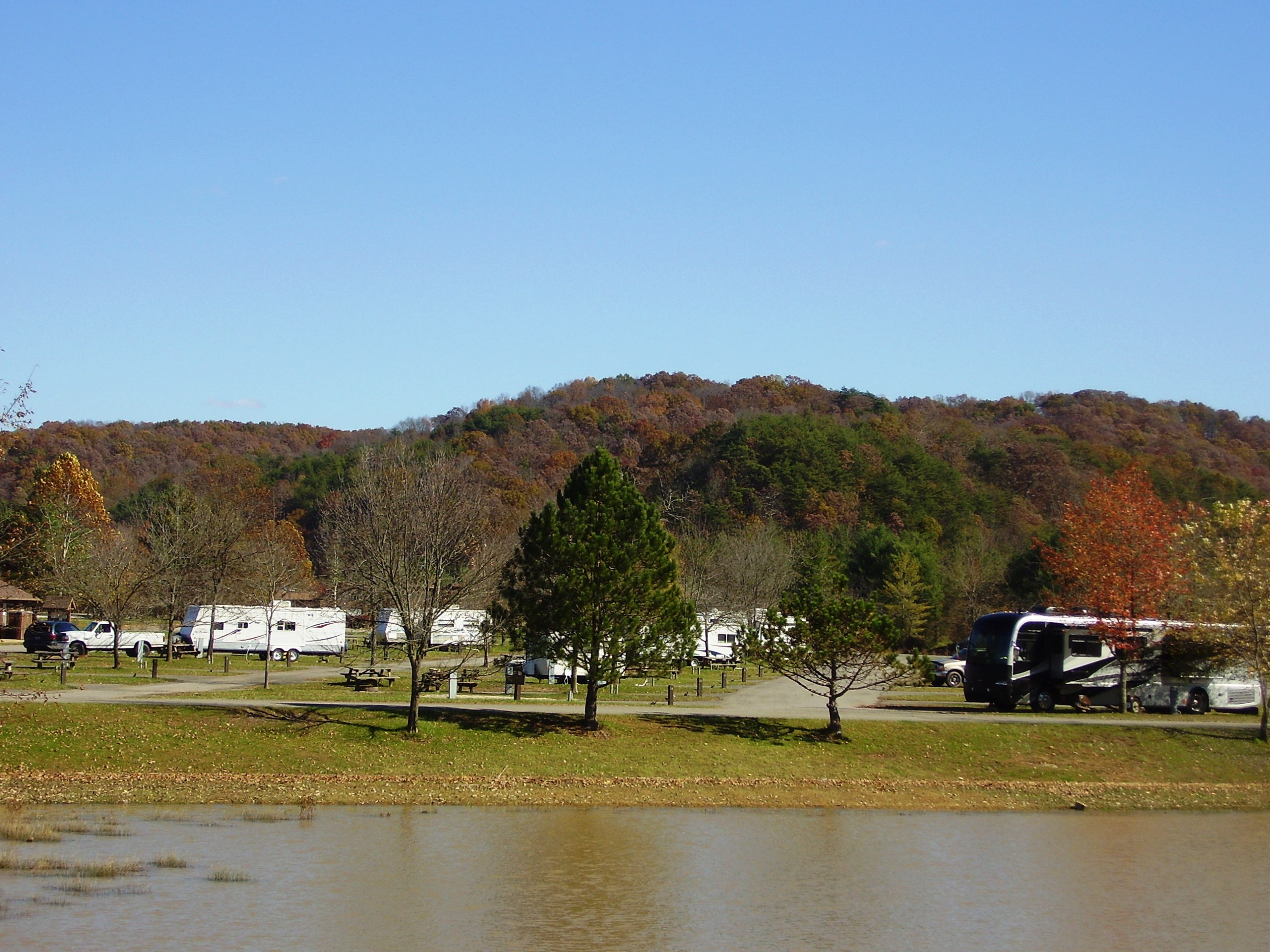
Кемпинг в парке Бич-Форк, штат Западная Виргиния, США

Дорожный знак «Кемпинг»

Ке́мпинг (от англ. camping «проживание в лагере») — оборудованный летний лагерь для автотуристов c местами для установки палаток или лёгкими домиками, местами для стоянки автомобилей (на общей стоянке или непосредственно у жилья) и туалетами. 

## Инфраструктура
Функционирование кемпинга основано на самообслуживании. Кемпинг может также включать инфраструктуру сферы обслуживания, например магазины, эстакады для осмотра и мойки автомобилей. В русском языке «кемпинг» приобрёл иное значение, чем исходное английское слово camping, под которым подразумевается вид туризма, связанный с проживанием в палатках, домиках на колёсах или специально оборудованных лёгких домиках. 

Организацией кемпингов, как правило, занимаются представители малого предпринимательства, которые сами предпочитают именно такой вид проживания на отдыхе. 
Существование большого количества приверженцев самостоятельной организации отдыха способствует росту числа кемпингов в любом месте притяжения туристов. 

## В России
Для обозначения на автомобильных дорогах Российской Федерации кемпинга служит дорожный знак 7.10. В Российской Федерации нет чётких критериев, которые позволяли бы определить туристический лагерь или автостоянку как кемпинг, однако набор минимальных требований существует:
- огороженная территория;
- доступ к электросети;
- душевые и туалеты;
- площадка, подготовленная для установки палаток.

Граждане РФ организуют туристические лагеря не только на территории России, но и на территориях соседних стран, чьё законодательство позволяет вести предпринимательскую деятельность иностранцам без бюрократических проволочек (каво) — Грузия, Абхазия, Белоруссия и другие.